# Rue Messier (Montréal)
Ne doit pas être confondu avec Rue Messier à Paris.
La rue Messier est une voie de Montréal (Québec, Canada).

## Situation et accès
Cette rue d'orientation nord-sud dans l'arrondissement du Plateau-Mont-Royal, longue de 1500 m environ, débute au sud à la rue de Rouen, et monte, à sens unique, jusqu'à l'avenue du Mont-Royal. Un peu à l'ouest, elle continue, dans les deux sens, et aboutit à l'avenue Laurier.

## Origine du nom
Son nom rappelle Christophe Messier qui fut maire de l'ancien village de Lorimier,.

## Historique
Cette voie a pris sa dénomination le 13 août 1901,